# Piscani, Argeș
Piscani este un sat în comuna Dârmănești din județul Argeș, Muntenia, România.